# 過ぎ去りし想い出は
「過ぎ去りし想い出は」（すぎさりしおもいでは）は、1977年3月5日に発売された大塚博堂の2枚目のシングル。同日、同名のアルバムも発売された。

## シングル
この曲のメロディは、博堂が酒を飲みに行って、家に帰る途中、ほろ酔いになったときに浮かんだ。

### 収録曲
（全作曲：大塚博堂）
1. 過ぎ去りし想い出は
作詞：大塚博堂／編曲：森岡賢一郎
2. 夕暮れのような微笑
作詞：藤公之介／編曲：あかのたちお

## アルバム
前作に引き続き、愛・青春・ふるさとを歌い、さらには、旅情も加え、愛とやすらぎを謳う大塚博堂の世界を更に広げる事がテーマ。作詞陣は、藤公之介はじめ博堂の音楽仲間が担当。作曲は全曲博堂。編曲は。前作に引き続き、森岡賢一郎、あかのたちお、佐藤準が担当。
1987年9月30日に『ダスティン・ホフマンになれなかったよ』の収録曲と合同で1枚のCD（タイトルは『ダスティン・ホフマンになれなかったよ〜過ぎ去りし想い出は』）として発売された。ただし、『過ぎ去りし想い出は』の収録曲は容量の関係で4曲未収録となっている。
1994年11月2日に単体でCD化した。「夏の面影」、「歩道橋」、「日付けのない日記」、「それぞれ」の4曲は初CD化となる。
2023年1月25日に、紙ジャケット仕様のCDとして再発売された。

### 収録曲
| 全作曲: 大塚博堂。 |                          |            |            |              |      |
| #                  | タイトル                 | 作詞       | 作曲・編曲 | 編曲         | 時間 |
| 1.                 | 「過ぎ去りし想い出は」   | 大塚博堂   | 大塚博堂   | 森岡賢一郎   | 2:49 |
| 2.                 | 「夏の面影」             | 川崎ひろみ | 大塚博堂   | 佐藤準       | 4:44 |
| 3.                 | 「突然の出逢いに」       | 井手剛一   | 大塚博堂   | あかのたちお | 3:03 |
| 4.                 | 「見送った季節のあとで」 | 藤公之介   | 大塚博堂   | 森岡賢一郎   | 2:37 |
| 5.                 | 「旅でもしようか」       | 藤公之介   | 大塚博堂   | あかのたちお | 3:13 |
| 6.                 | 「歩道橋」               | 藤公之介   | 大塚博堂   | 佐藤準       | 5:06 |
| 7.                 | 「娘をよろしく」         | 広瀬俊夫   | 大塚博堂   | 森岡賢一郎   | 3:27 |
| 8.                 | 「週末まで待って」       | 大塚博堂   | 大塚博堂   | 佐藤準       | 2:57 |
| 9.                 | 「日付のない日記」       | 赤尾伸雄   | 大塚博堂   | 佐藤準       | 3:12 |
| 10.                | 「青春の宴」             | 藤公之介   | 大塚博堂   | あかのたちお | 3:38 |
| 11.                | 「夕暮れのような微笑」   | 藤公之介   | 大塚博堂   | あかのたちお | 3:54 |
| 12.                | 「それぞれ」             | 藤公之介   | 大塚博堂   | あかのたちお | 3:52 |
| 合計時間:          | 合計時間:                | 合計時間:  | 合計時間:  | 42:32        |      |

## カバー
過ぎ去りし想い出は
狩人・原大輔・日高晤郎・さとう宗幸がカバー。さとう宗幸のアルバム『過ぎ去りし想い出は』は、カバー収録しているこの曲からタイトルをつけている。
また、イタリアの歌手ミルバ、ユーゴスラビア出身のヤドランカもカバーしている。
青春の宴
麻生よう子が、1983年6月にシングルリリースしている。